# Даниил (Зелинский)
Архиепи́скоп Дании́л (англ. Archbishop Daniel, в миру Влади́мир Оле́гович Зели́нский, укр. Володимир Олегович Зелінський; род. 28 сентября 1972, Ивано-Франковск) — епископ Константинопольской православной церкви, архиепископ Памфильский, правящий епископ Западной епархии Украинской православной церкви в США.

## Биография
Родился 28 сентября 1972 года в Ивано-Франковске в семье педагогов, детство провёл в городе Бучаче Тернопольской области.
Окончив среднюю школу, в сентябре 1993 году поступил на первый курс Ивано-Франковской греко-католической семинарии.
В 1996 для продолжения образования уехал в США, где учился в Католическом университете Америки, а также в Dominican House of Studies в Вашингтоне. За это время он был хиротонисан во диакона.
В 2000 году перешёл в православие, будучи принят в Украинскую православную церковь в США (УПЦ в США), находящуюся в подчинении Константинопольского патриархата. Поступил в Украинскую духовную семинарию Святой Софии в Саут-Баунд-Бруке, штат Нью-Джерси.
12 мая 2001 года в храме-памятнике святого Андрея в Саут-Баунд-Бруке архиепископом Иерапольским Антонием (Щербой) был хиротонисан во пресвитера.
22 мая 2002 года в украинском монастыре святого Илии в Довере, штат Флорида, тем же иерархом был пострижен в монашество с именем Даниил.
На 2005 год состоял редактором органа УПЦ в США «Ukrainian Orthodox Word» и издания объединённых украинских православных сестричеств «Faith» («Вера»).
3 октября 2007 года в храме-памятнике святого Андрея в Саут-Баунд-Бруке митрополитом Константином (Баганом) был возведён в сан архимандрита.
4—7 октября 2007 года решением 18-го очередного собора УПЦ в США избран для рукоположения во епископа.
9 мая 2008 года во Владимирском храме города Парма, штат Огайо, состоялось наречение архимандрита Даниила во епископа. 10 мая 2008 года в том же храме хиротонисан во епископа Памфильского, викария УПЦ в США. Хиротонию совершили архиереи украинских юрисдикций Константинопольского патриархата: митрополит Иринопольский Константин (Баган), архиепископ Иерапольский Антоний (Щерба), архиепископ Торонтский Георгий (Калищук), епископ Аспендский Иеремия (Ференс), епископ Кратейский Андрей (Пешко), а также глава Американской карпаторосской епархии митрополит Амисский Николай (Смишко) и викарный епископ Мокисский от Американской греческой архиепископии Димитрий (Кандзавелос).
В октябре 2008 года на XVIII соборе УПЦ в США был избран главой Западной епархии Украинской православной церкви. 7 февраля 2009 года во Владимирском соборе Чикаго последовало его настолование.
После кончины митрополита Константина, последовавшей 21 мая 2012 года, епископ Даниил вступил в должность заместителя председателя Архиерейского собора УПЦ в США.
6 октября 2012 года на внеочередном Соборе УПЦ в США епископ Даниил был выдвинут и избран президентом консистории УПЦ в США.
26 января 2013 года после интронизации митрополита Антония (Щербы) епископ Даниил формально вступил в должность президента Консистории УПЦ в США в Саут-Баунд-Бруке.
В октябре 2016 года на XXI Соборе УПЦ в США митрополит «заявил, что так много людей говорили ему о большой и значительной ответственности, взятой на себя Его Преосвященством епископом Даниилом за десять лет своего епископства — огромное количество людей, которым он служит не только в нашей Церкви здесь, в США, но и в Украине и бесценная работу, которую он делает для Церкви и её людей, отдавая своё время, свои навыки и усилия, — таким образом, его милость должна быть возведена в сан архиепископа». Данные слова встретили одобрение участников собора, и решение о его возведении в сан архиепископа было направлено на утверждение патриарху Константинопольскому и Синоду Константинопольского патриархата.
7 сентября 2018 года «в рамках подготовки к предоставлению автокефалии Православной церкви в Украине» назначен экзархом Константинопольского патриархата на Украине.
15 декабря того же года принял участие в Объединительном соборе в Киеве, заняв место в президиуме собора.
В интервью Би-би-си 11 января 2019 года архиепископ Даниил заявил, что вполне возможно объединение Украинской грекокатолической церкви с новосозданной Православной церковью Украины, потому что «греко-католики <…> являются православными христианами в единстве с Римским престолом, но они постоянно возвращаются обратно к киевской традиции, к Крещению, принятому от Константинополя».

## Награды
- Орден «За заслуги» III степени (Украина, 23 августа 2018 года) — за весомый личный вклад в укрепление международного авторитета Украинского государства, развитие межгосударственного сотрудничества, плодотворную общественную и гуманистическую деятельность[12].
- Орден князя Ярослава Мудрого V степени (Украина, 4 января 2019 года) — за выдающуюся деятельность, направленную на укрепление авторитета православия в мире, утверждение идеалов духовности и милосердия, весомый личный вклад в развитие автокефальной поместной Православной Церкви Украины[13].